# Piotr Goluch
Piotr Goluch (ur. 28 września 1992 w Lubinie) – polski szachista, mistrz międzynarodowy od 2019 roku.

## Kariera szachowa
Swoją przygodę z szachami zaczął od startu w indywidualnych mistrzostwach Polski juniorów w Karpaczu w 2010, gdzie zajął 10. miejsce. Sześciokrotnie zwyciężał w turniejach: 2011 w Polanicy-Zdroju (Memoriał Akiby Rubinsteina, grupa B), 2015 w Szklarskiej Porębie (Sudety), 2016 w Gorzowie Wielkopolskim (XII Lubuska Wiosna Szachowa), 2016 w Mrągowie, 2017 we Lwowie (Lviv Tradition) i 2021 we Wrocławiu (VI Międzynarodowy Puchar ZG AZS).
Najwyższy ranking w dotychczasowej karierze osiągnął 1 września 2019, z wynikiem 2428 punktów.

## Osiągnięcia
Indywidualne mistrzostwa Polski juniorów:
- Karpacz 2010 – X m. (do lat 18)[4]

Wybrane sukcesy w innych turniejach:
- 2011 – dz. I m. w Polanicy-Zdroju (Memoriał Akiby Rubinsteina, grupa B)[5]
- 2011 – II m. w Szklarskiej Porębie (Sudety)
- 2011 – dz. I m. we Wrocławiu (VI Międzynarodowy Puchar ZG AZS)
- 2012 – dz. III m. w Międzyzdrojach (Z Szachami przez Polskę)
- 2015 – dz. I m. w Szklarskiej Porębie (Sudety)
- 2016 – dz. II m. w Karpaczu (Karkonosze), dz. II m. we Lwowie (January Lviv Tradition, 4th Maksym Yusupov Memorial)
- 2016 – dz. I m. w Gorzowie Wielkopolskim (XII Lubuska Wiosna Szachowa)
- 2016 – dz. I m. w Mrągowie
- 2017 – I m. we Lwowie (Lviv Tradition)
- 2017 – dz. II m. w Gorzowie Wielkopolskim (Memoriał Emanuela Laskera)[7]
- 2018 – dz. II m. w Górze Świętej Anny (open A)
- 2018 – dz. II m. w Pokrzywnej (Puchar Gór Opawskich)[8]
- 2019 – III m. w Odessie
- 2023 – dz. I m. w Libercu (A FIDE Open 22st)